# Berliner Mietshaus
Berliner Mietshaus. Begegnungen und Gespräche ist das erste Buch von Irina Liebmann. Es entstand 1980–82 und enthält dokumentarisch-biografische Erzählungen über die Bewohner eines Ostberliner Mietshauses.

## Inhalt und Aufbau
Die Autorin besuchte 1980 über mehrere Monate hinweg alle Wohnungen eines typischen Ostberliner Mietshauses in Prenzlauer Berg und führte Gespräche mit den Bewohnern. Sie verfasste zu jeder Wohnung (sowie zu den gewerblich genutzten Räumen: einem Wäschegeschäft, einer Bäckerei, einem Fotolabor und einer Werkstatt für Markisen und LKW-Planen) einen Text, in dem die Wohnung beschrieben, der Gesprächsverlauf geschildert und aus dem Leben der Bewohner erzählt wird. Dadurch ergibt sich ein Panorama verschiedener Teile der Ostberliner Gesellschaft: Junge und Alte, Familien und Alleinstehende, Studenten, Arbeiter, Künstler. Als Leser bekommt man nicht nur einen Einblick in das Alltagsleben der DDR-Bürger, ihre Erinnerungen und Zukunftspläne, sondern auch in die Wohnsituation in der DDR, die Praxis der Wohnungszuweisung durch die Kommunale Wohnungsverwaltung sowie den baulichen Zustand eines typischen Ostberliner Altbaus.
Die Texte sind nach der Anordnung der Wohnungen geordnet: Erst das Vorderhaus, dann das Quergebäude, jeweils vom Parterre nach oben bis zum vierten Stock. In mehreren Zwischentexten wird das Haus selbst genauer beschrieben: die Fassade, das Treppenhaus, der Hof, die im Krieg als Luftschutzraum genutzten Keller. Nachdem Liebmann die Texte verfasst hatte, besuchte sie die Bewohner 1981 noch einmal, um ihnen ihren jeweiligen Text zu zeigen. In einem Nachträge überschriebenen Anhang fasst sie zusammen, was sich in der Zwischenzeit im Leben der Bewohner ereignet hat.

## Ausgaben und Übersetzungen
Das Buch erschien 1982 im Mitteldeutschen Verlag in Halle/Saale. Spätere Ausgaben gab es in der Frankfurter Verlagsanstalt (1990), im Fischer Taschenbuch Verlag (1993) sowie im Berliner Taschenbuch-Verlag (2002). 1992 und 1993 erschienen Übersetzungen ins Italienische (Condominio berlinese, übersetzt von Giulia Ferro-Milone) sowie ins Niederländische (Huurhuis in Berlijn, übersetzt von Carlien Brouwer).